# Philip Bracanin
Philip Bracanin (født 26. maj 1942 i Kalgoorlie, Australien) er en australsk komponist og musikteoretiker.
Bracanin studerede ved University of Western Australia og studerede Anton Weberns musik.
Han underviste senere på University of Queensland. Han begyndte selv for alvor at komponere i 70´erne, og har komponeret 8 symfonier, orkestermusik, kammermusik, klaverværker og koncerter for mange instrumenter.

## Udvalgte værker
- Symfoni nr. 1 "Blandings Symfoni" (1982) - for orkester
- Symfoni nr. 2 "Koral" (1995) - for kor og orkester
- Symfoni nr. 3 (1995) - for orkester
- Symfoni nr. 4 (2006) - for orkester
- Symfoni nr. 5 (2018) - for orkester
- Symfoni nr. 6 (2018) - for orkester
- Symfoni nr. 7 (2018) - for orkester
- Symfoni nr. 8 (2019) - for orkester
- "Med og uden" (1975) - for orkester
- "Rondellus suite" (1980) - for strygeorkester
- Orkesterkoncert nr. 1 (1985) - for orkester
- Orkesterkoncert nr. 2 (1987) - for orkester
- "Tidens vindmøller" (2000) – for strygerorkester
- "Klokketårn" (2002) - for orkester
- "Elysion rejse" (1992) – for strygerorkester
- Trombonekoncert (1977) - for tombone og orkester
- Klaverkoncert (1980) - for klaver og orkester
- Violinkoncert (1983) - for violin og orkester
- Klarinetkoncert (1985) - for klarinet og orkester
- Obokoncert (1989) - for obo og orkester
- Cellokoncert (1989) - for cello og orkester
- Bratschkoncert (1990) - for bratsch og orkester
- 3 strygekvartetter (1971, 19?, 2000)
- "Penalhuset" (1976) - klaverstykke